# Josep Maria Malato i Ruiz
Josep Maria Malato i Ruiz (Tarragona, 9 d'agost del 1911 – Madrid, 29 de desembre del 1983) va ser oboista, director de la Banda Primitiva de Llíria del 1960 al 1975 i compositor.

## Biografia
Estudià música amb mossèn Ritort, organista de la catedral de Tarragona. Ingressà a l'exèrcit com a músic militar, professió que compatibilitzà durant molts anys amb l'exercici civil de la música, i s'especialitzà en la interpretació d'oboè i clarinet. Dirigí nombroses bandes i orquestres militars, i a Madrid fou solista d'oboè a l'Orquestra Nacional (1947-1960), l'Orquestra Filharmònica de Madrid (1946-1960), l'Orquestra de Cambra de Madrid (1948-1960) i l'Orquestra de la Ràdio Nacional d'Espanya (1949-1951). Tornà a viure a Tarragona durant un any i, en no trobar-hi cap projecte que l'engresqués, acceptà una oferta per dirigir la Banda Primitiva de Llíria) i, en la seva estada a la capital del Camp de Túria, fundà una escola de música per nodrir la banda de joves promeses. Entre els seus alumnes es poden esmentar Josep Alamà Gil, Josep Maria Llopis Rodríguez i Josep Miquel Peñarrocha Desco. Per motius de salut, els últims anys de la seva vida els passà a Madrid, ciutat on traspassà el 1983.
En la seva faceta de compositor, fou autor de marxes i pasdobles militars, sardanes i altres, però se'l recorda sobretot per la gran tasca de transcripció per a banda d'obres capdavanteres de la música clàssica: Quadres d'una exposició de Mússorgski, Els planetes de Holst, El trencanous de Txaikovski, i moltes més. En uns vessants menys professionals, quan residia a Tarragona va ser un bon jugador de billar, campió provincial, i també jugà a futbol en les files del Nástic a l'època en què ho feien Vicenç Dauder (finals dels anys 40), Juncosa i d'altres.
Va guanyar la Creu de Cavaller de l'orde d'Isabel la Catòlica i molts altres premis a la seva obra. L'any 1973, i en commemoració dels 2.000 anys d'existència de la ciutat, l'ajuntament de Tarragona li dedicà un homenatge públic que comptà amb la col·laboració de Salvador Dalí i la participació de la Banda Primitiva. La ciutat de Llíria, el 1988, anomenà un carrer Mestre José María Malato en recordança del músic, i el 2004 el que havia estat director del conservatori de música de la ciutat, Eleuteri Sanchis, publicà una biografia del músic. Tarragona també ha dedicat un carrer del Serrallo a la memòria de Malato.

## Obres
- Himne del Club Gimnàstic de Tarragona (1958), amb lletra de Joan Juncosa Panadès[4]
- Magí de les timbales, sardana
- El paso del regimiento: marcha militar, pas-doble
- Suite catalana
- Tu i jo, sardana

### Arranjaments de música clàssica per a banda
(selecció)
- Cimarosa: Concert per a oboè i orquestra en do menor
- Falla: El amor brujo
- George Gershwin: Un americà a París
- Grofé: Grand Canyon Suite
- Holst: Els planetes
- Kodály: Variacions del Paó, Háry János i Danses de Galánta
- Mússorgski: Quadres d'una exposició
- Txaikovski: El trencanousi Simphonia Patetica 1r i 3r temps
- Turina: Simfonia sevillana, op.23
- Concert per a piano i orquestra en la menor Eduard Grieg
- Simfónia nº 8 Dvorak
- Dapne et Cloe Ravel
- Deu Melodies Basques Guridi
- La Consagració de la Primavera Stravinski
- Rapsòdies romaneses Enescu
- Gayanhe Katchaturian
- Suite Iberia Albéniz
- Sardana Magi de les Timbales Malato
- Marxa Militar, Legionarios del Aire Malato

## Gravacions amb la Banda Primitiva
- Disc de 17 cm. Valencia, fallas y música Barcelona: Vergara, 1962 (ref. 550002-C Vergara)
- Disc de 30 cm. Banda Primitiva de Liria Barcelona: Vergara, 1964 (ref. 7021-N); Fallas de Valencia Barcelona: Gramófono Odeón, 1968 (ref. SCXL-3309 Regal); Marchas y pasodobles Barcelona: Gramófono Odeón, 1968 (LSX-3310 Regal, reed. 1971 J-04820792 Regal)
- Casset: El fallero Barcelona: Gramusic 1976